# Cité impériale de Thang Long
La cité impériale de Thang Long est une ancienne cité impériale située au 9 rue Hoàng Diệu, dans l'arrondissement de Ba Dinh à Hanoï.

## Histoire
La cité a été construite sur les vestiges d’une citadelle chinoise datant du VIIe siècle sur des terrains drainés du fleuve Rouge. Son architecture est originale et représente une combinaison entre les influences chinoises et cham. Elle est un témoin important de l’indépendance du Dai Viet.
L'ancienne cité impériale de Thang Long a une histoire de plus de dix siècles à travers les règnes des dynasties impériales des Lý (1010-1225), des Trần (1225-1413) et des Lê (1428-1789). Ce vaste ensemble comprend des bâtiments mais aussi d'autres vestiges enfouis. Grâce à de multiples fouilles archéologiques, les experts ont mis au jour des témoignages de la position centrale de l'ancienne cité impériale où avaient lieu les rites et cérémonies les plus importants de la nation. Ce site était le centre politique, le siège des dynasties, mais aussi le centre culturel et économique de la capitale. Le processus de recherches historiques et archéologiques est par nature une tâche longue qui nécessite un soutien international.

Le 31 juillet 2010, le secteur central de cette cité qui est la partie essentielle de l’ensemble  a été inscrit sur la liste du patrimoine mondial par l'UNESCO . Les bâtiments récents sont bien préservés, alors que des modifications ont été apportées aux bâtiments plus anciens.

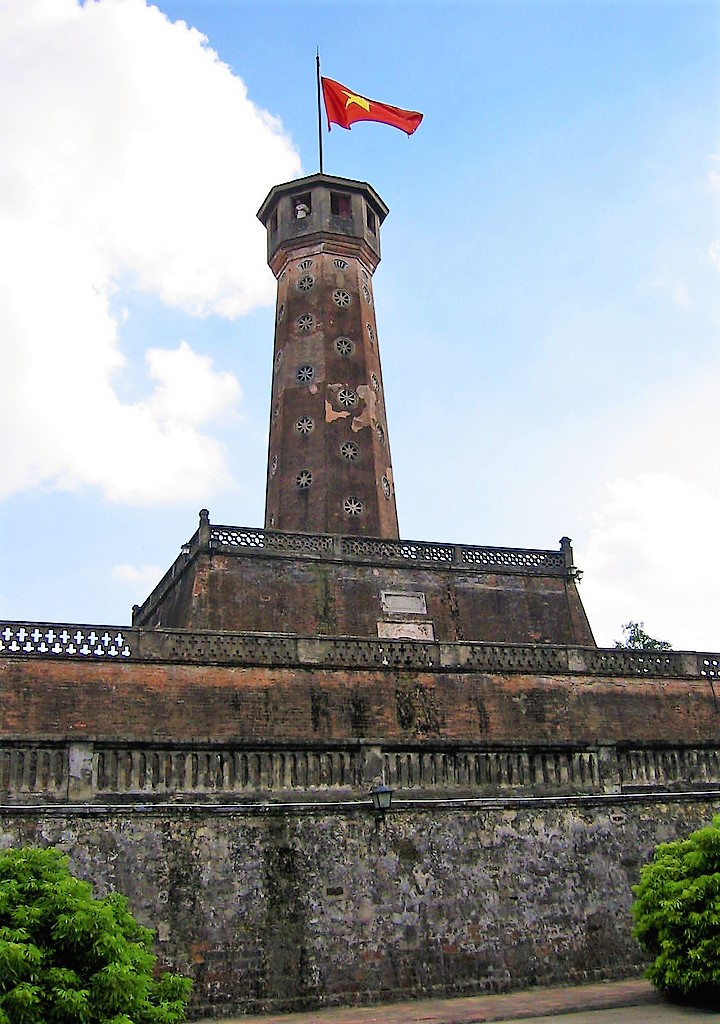
La tour au drapeau.
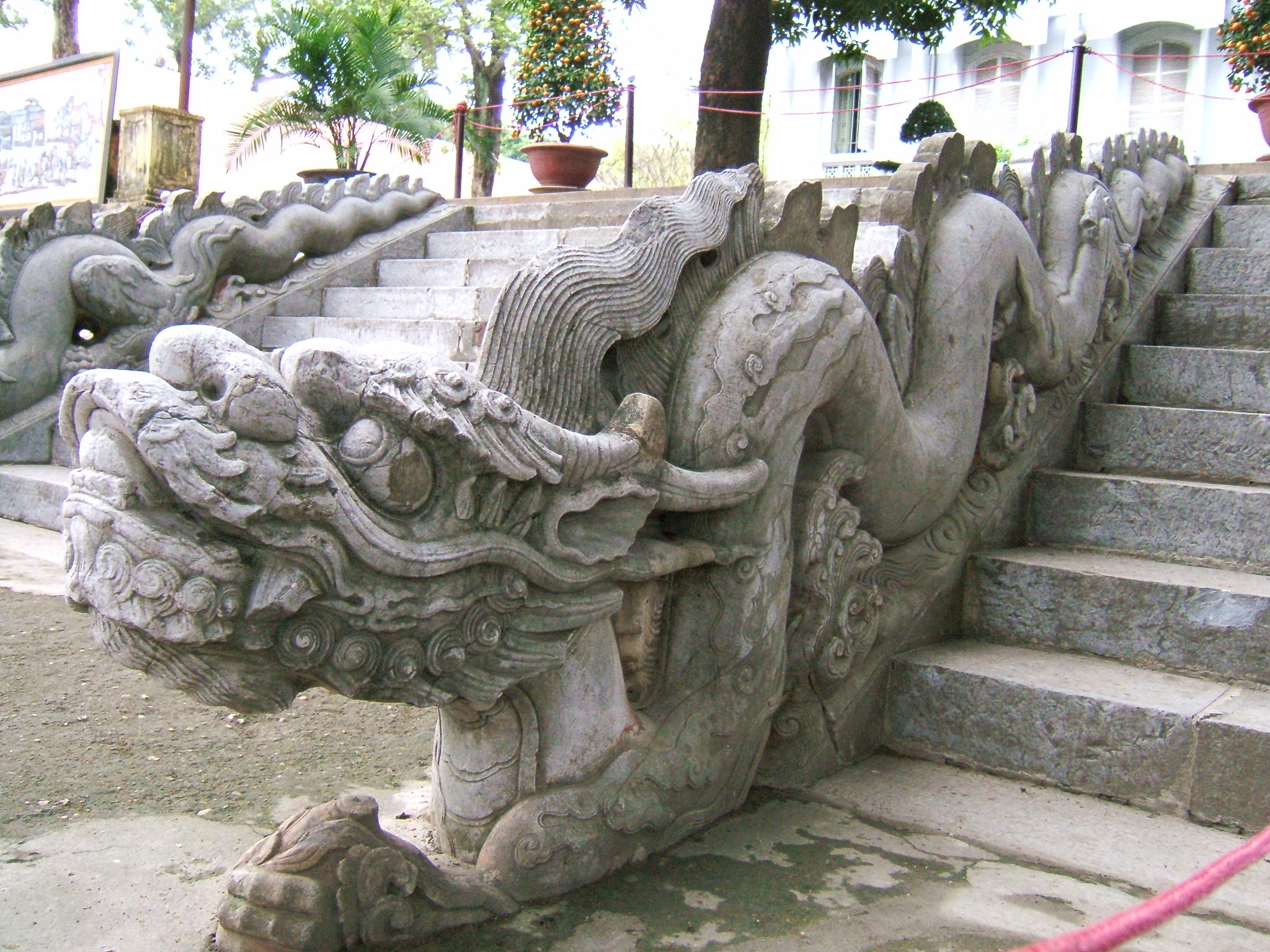
Dragon datant de la dynastie des Lê.
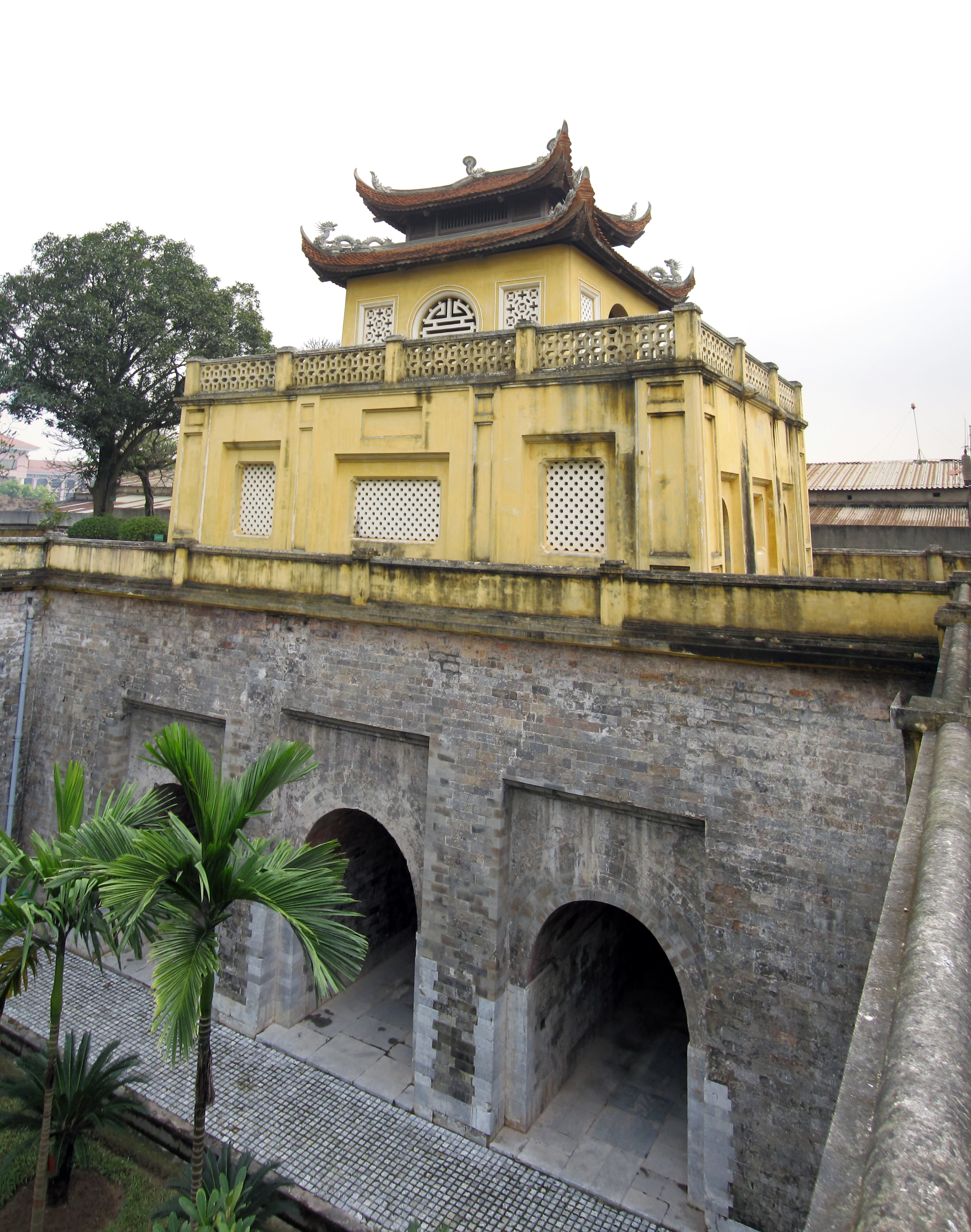
Grande porte de la citadelle.
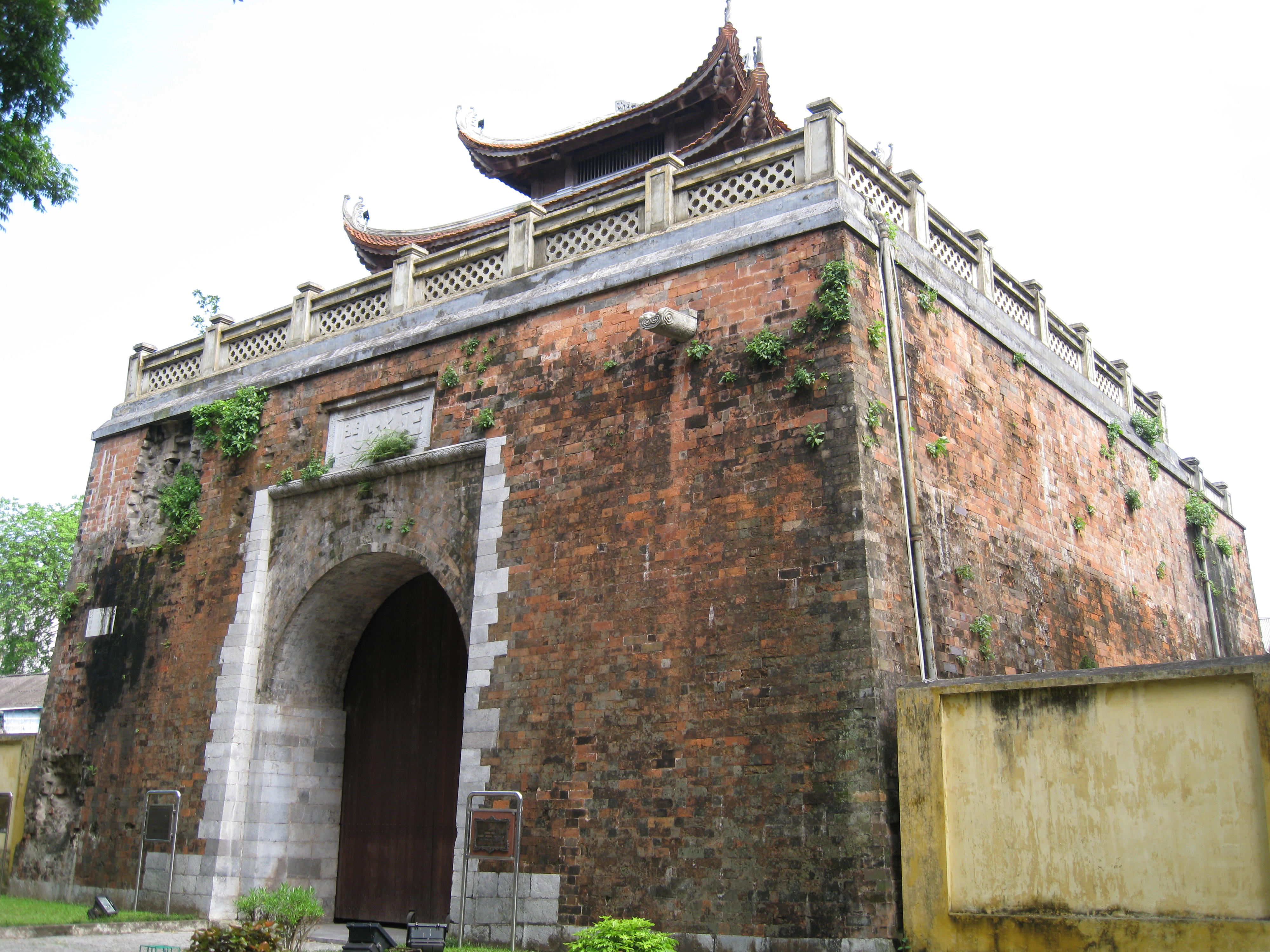
La porte du Nord (Cửa Bắc)
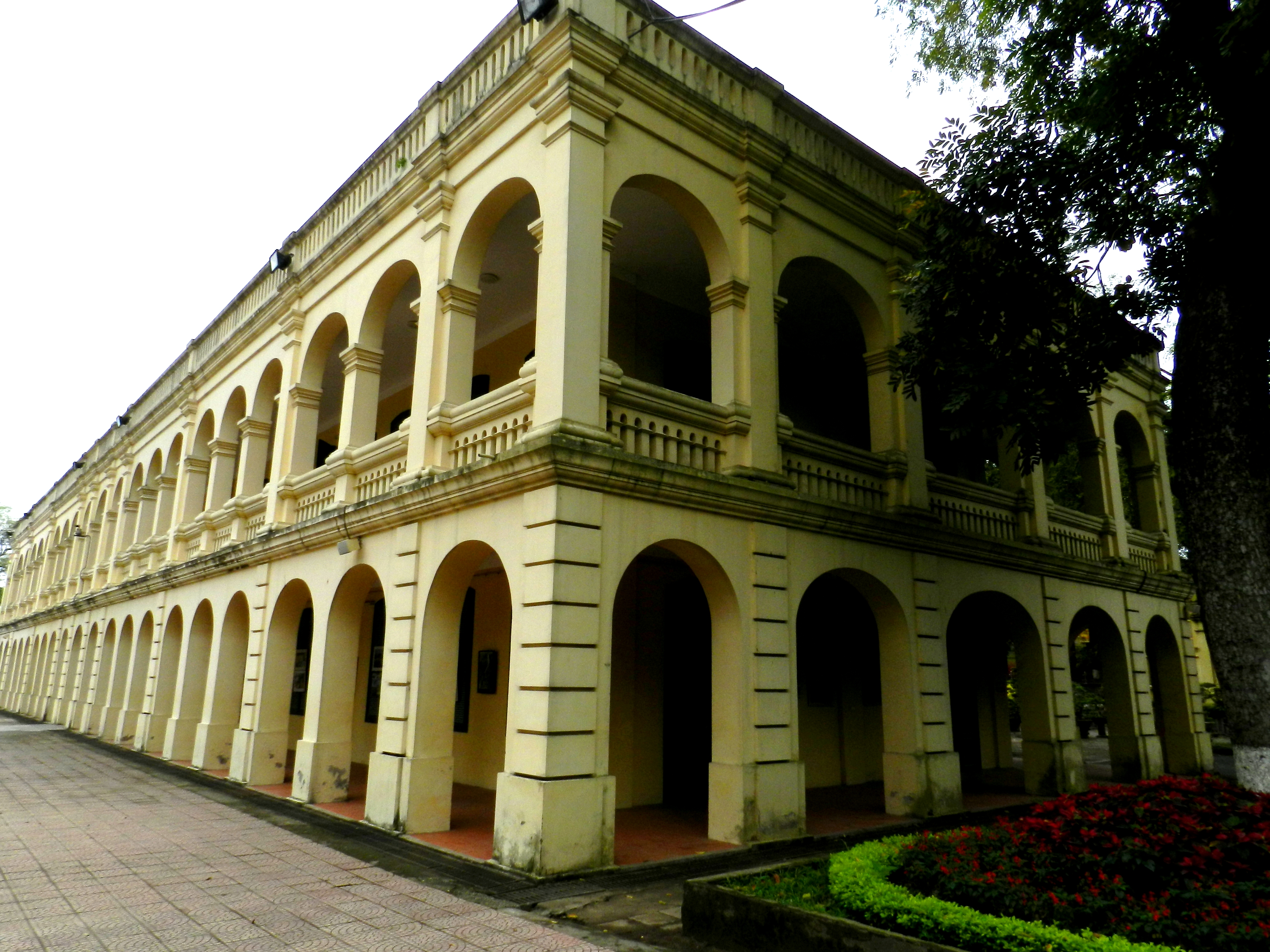
Bâtiment colonial français dans la citadelle.

## Maison et bunker D67
En 1967, une maison et un bunker sont construits à l'intérieur de la citadelle pour servir de quartier général de l'Armée populaire vietnamienne. Une partie souterraine accessible par escalier abritait diverses salles à l'abri des bombardements. Les murs ont 60 cm d'épaisseur. Des portes blindées en acier de 12 cm d'épaisseur protégeaient le bunker souterrain contre les infiltrations d'eau et de gaz toxiques. Le lieu a servi jusqu'à la fin de la guerre en 1975. Il est depuis devenu un musée, où sont exposés divers équipements utilisés à l'époque.

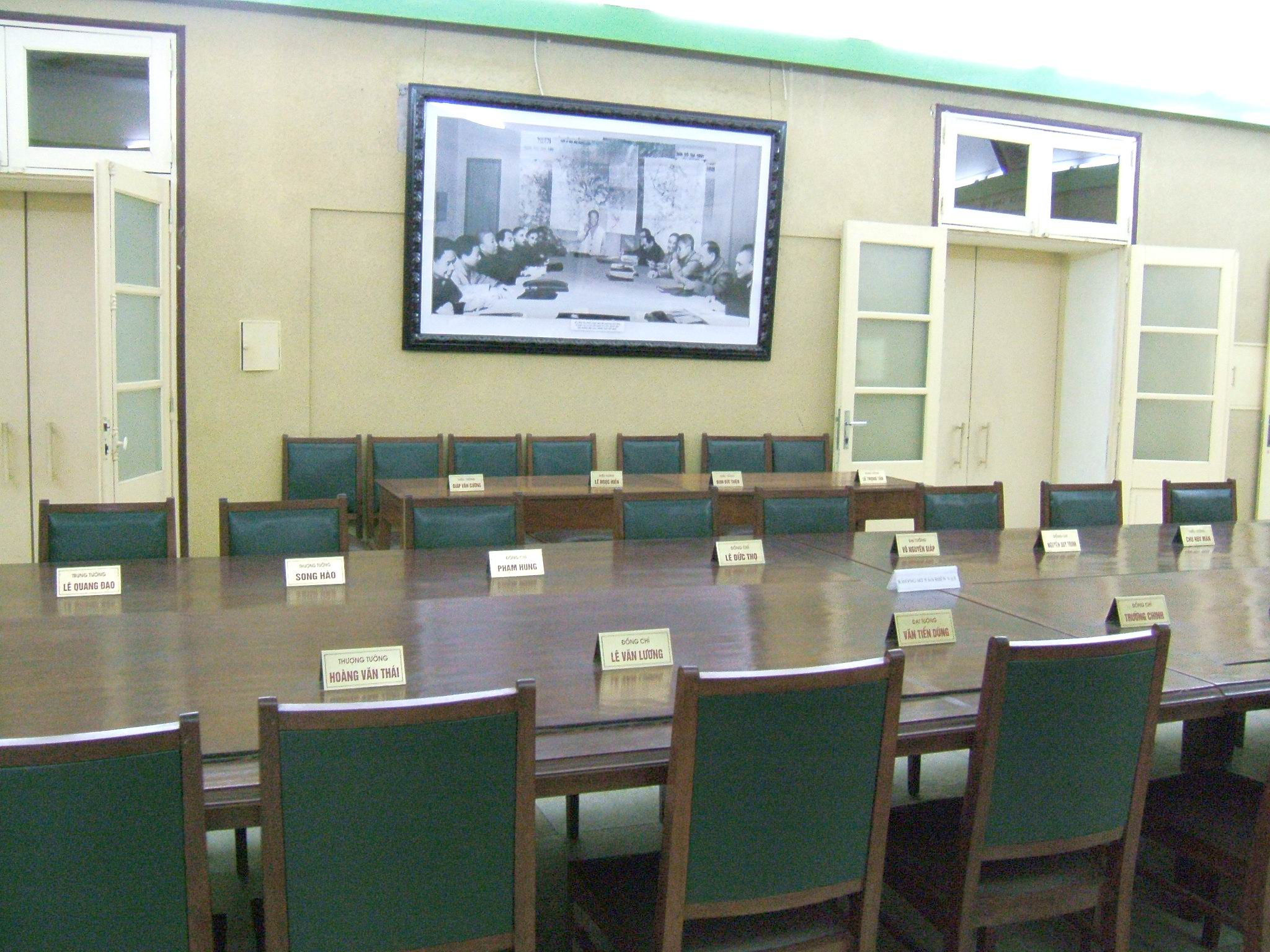
Salle de réunion à l'intérieur du bunker.
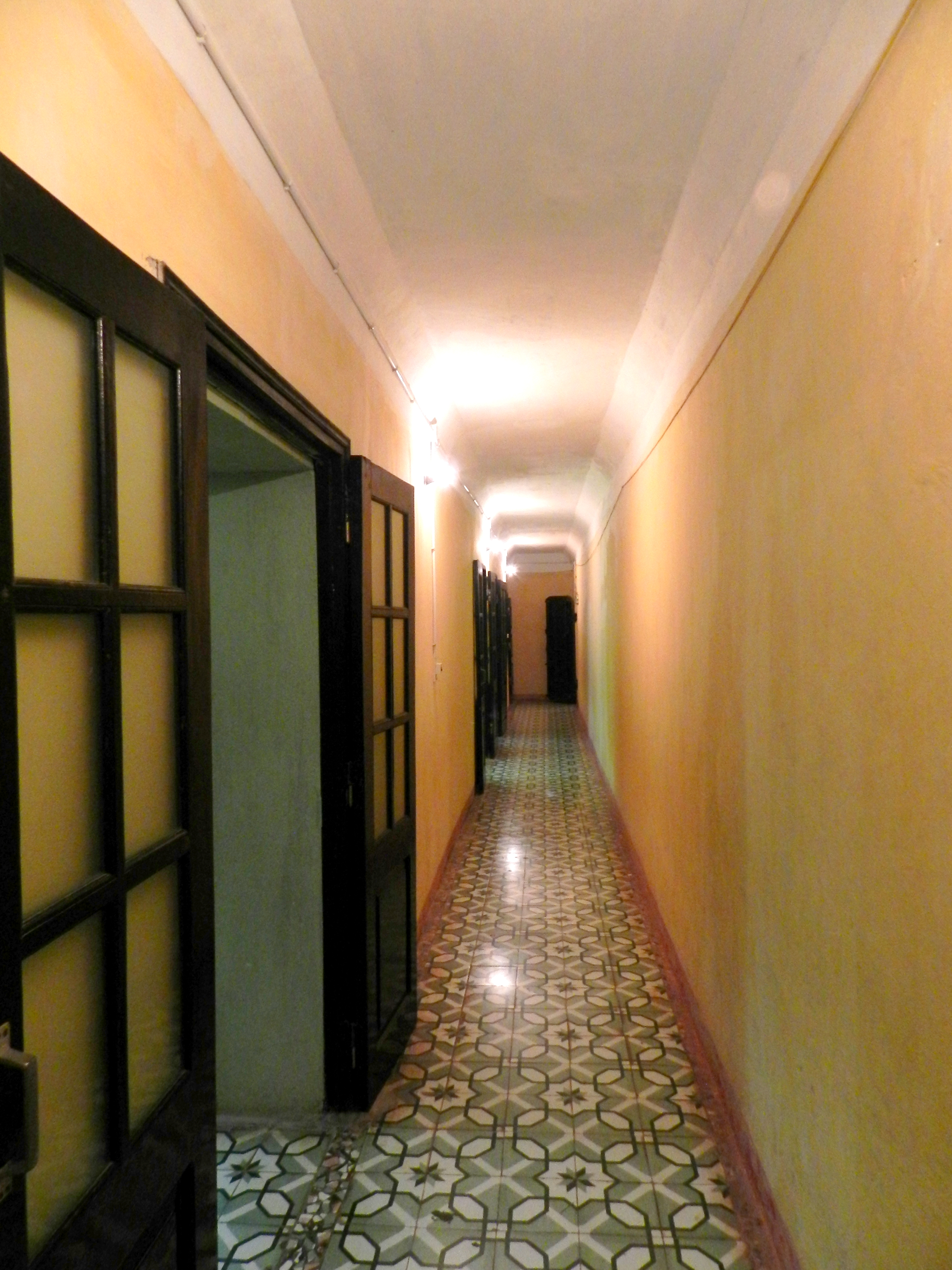
Couloir souterrain. À gauche, l'entrée de la salle de réunion.
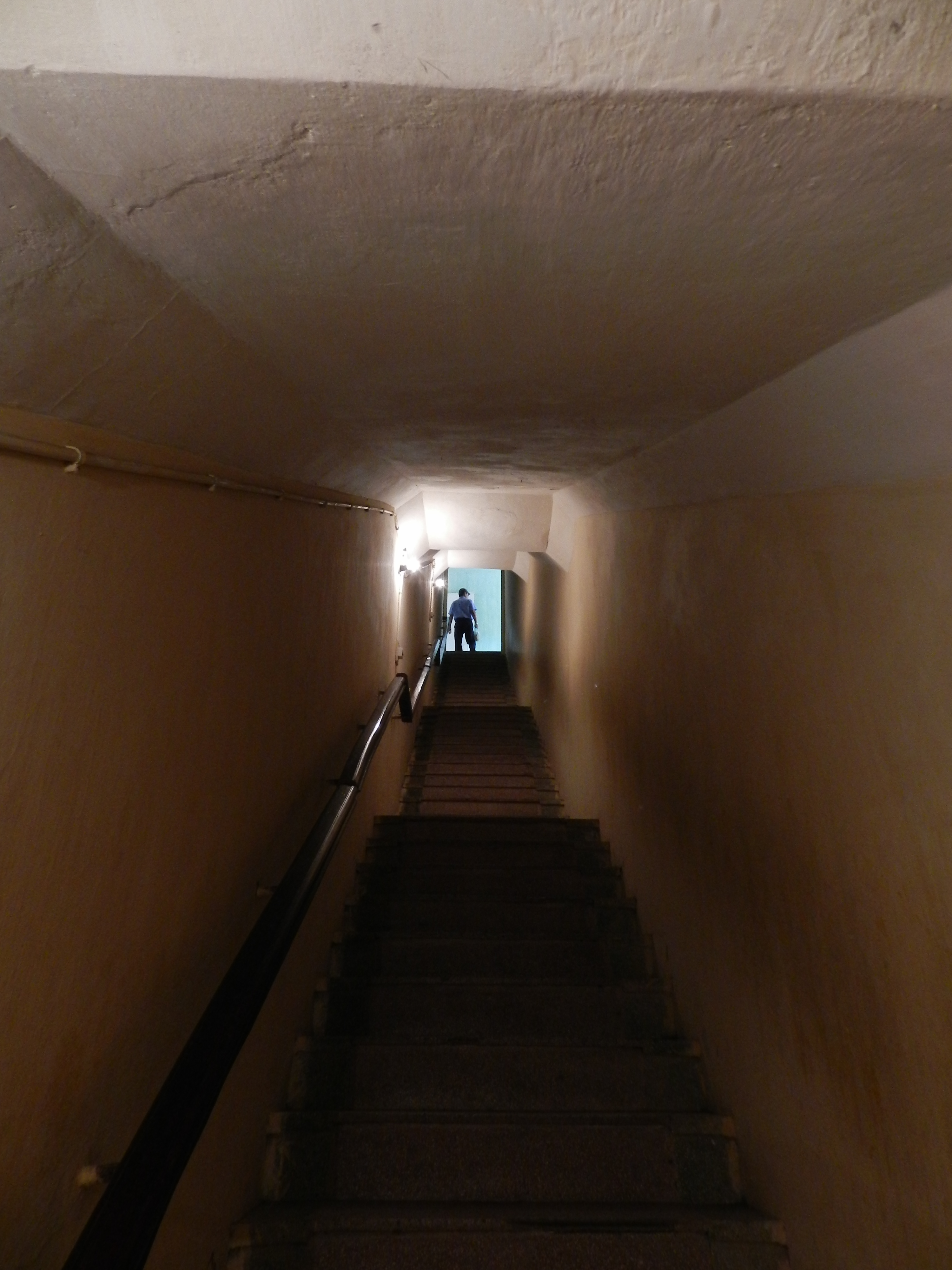
Escalier pour remonter du bunker à la surface.
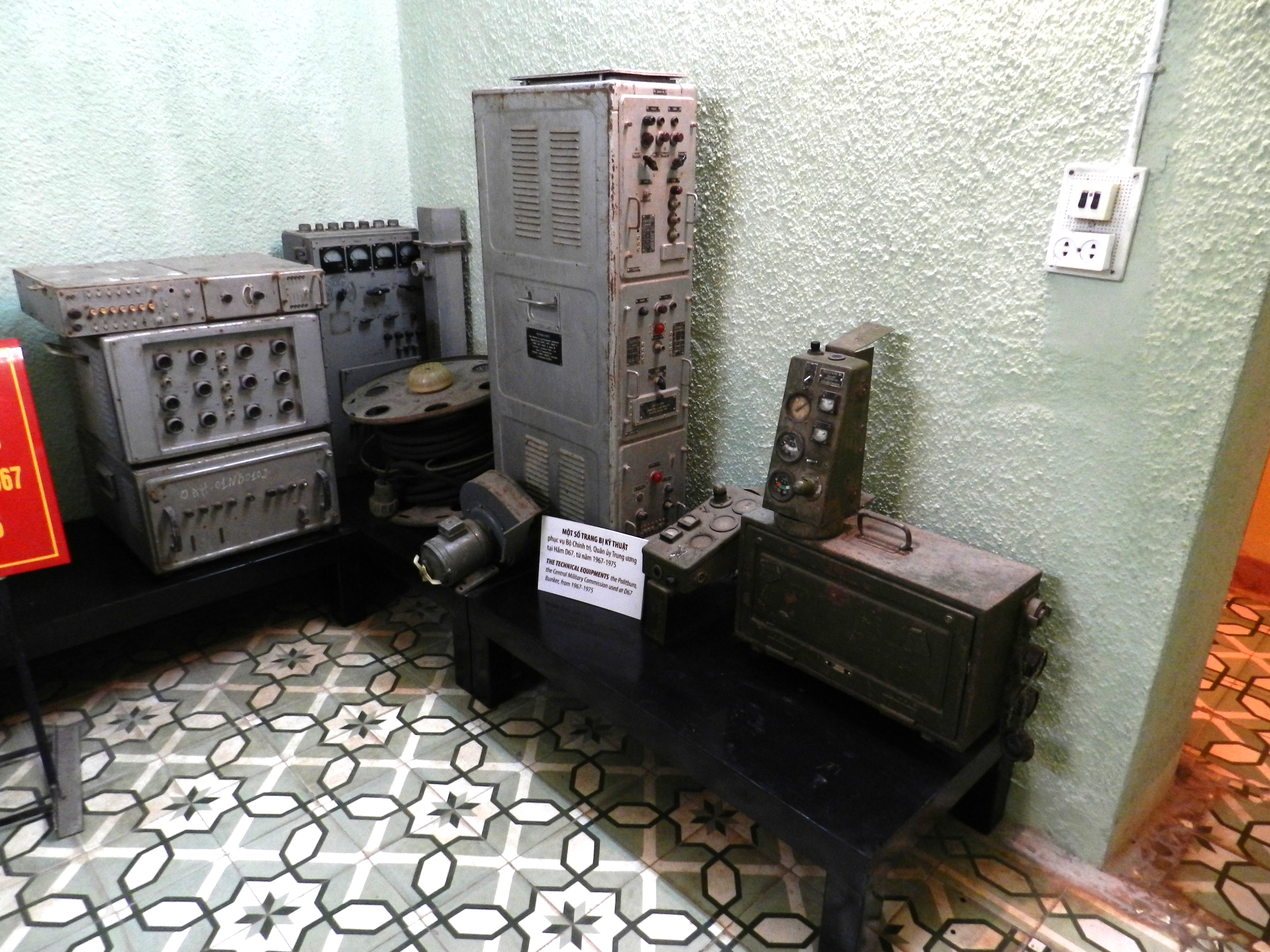
Quelques équipements utilisés durant la guerre.